# 金匯投資
金匯投資（集團）有限公司，簡稱金匯投資（集團），以及金匯投資（英語：E2-Capital (Holdings) Limited，港交所除牌時0378.HK），1995年7月13日，則透過中國國際森林資源有限公司更名而來，當時經營金融投資等項目。
由於過往投資失利，再加上和網基科技有限公司（華寶國際控股有限公司前身）合併失敗，於是在到了2008年，被中國中信集團相關企業進行收購，轉為經營國內金融業務，7月27日，更名為事安集團有限公司。

## 外部連結
- CIAMGroup.com （页面存档备份，存于）